# Ich tu dir weh
«Ich tu dir weh» («Я роблю тобі боляче») — двадцять п'ятий сингл німецького індастріал-метал гурту «Rammstein» і другий сингл з альбому «Liebe ist für alle da». Сингл вийшов 8 лютого 2010 року. В Німеччині живе виконання цієї пісні заборонили. Через її провокаційний зміст. Але пізніше заборону було знято.

## Повний текст пісні з перекладом
| Ich Tu Dir Weh Nur fuer mich bist du am Leben Ich steck dir Orden ins Gesicht Du bist mir ganz und gar ergeben Du liebst mich denn ich lieb dich nicht Du blutest fuer mein Seelenheil Ein kleiner Schnitt und du wirst Geil Der Koerper schon total entstellt Egal erlaubt ist was gefaellt Ich tu dir weh Tut mir nicht leid Das tut dir gut Hoert wie es schreit Bei dir hab ich die Wahl der Qual Stacheldraht im Harnkanal Legt dein Fleisch in Salz und Eiter Erst stirbst du doch dann lebst du weiter Bisse Tritte harte Schlaege Nagel Zange stumpfe Saege Wunsch dir was ich sag nicht nein Und fuehr dir Nagetiere ein Ich tu dir weh Tut mir nicht leid Das tut dir gut Hoert wie es schreit Du bist das Schiff Ich der Kapitaen Wohin soll denn die Reise gehen Ich seh im Spiegel dein Gesicht Du liebst mich denn ich lieb dich nicht Ich tu dir weh Tut mir nicht leid Das tut dir gut Hoert wie es schreit Ich tu dir weh Tut mir nicht leid Das tut dir gut Hoert wie es schreit | Я завдаю тобі болю (переклад Ich Tu Dir Weh ) Ти живеш лише для мене, Я приколю орден до твого обличчя. Ти повністю моя, Ти мене любиш, хоча я не люблю тебе. Ти течеш кров'ю для мого блага, Один маленький поріз і ти збуджена, На тілі не залишилося живого місця - Яка різниця, адже дозволено все, що хочеться! Я завдаю тобі болю, Мені зовсім тебе не шкода. Тобі в радість Чути свій крик. У тебе є вибір мук: Колючий дріт в інтимному каналі, Кладу на рани сіль і гній - То ти мертва, то ти воскресаєш. Укуси, стусани, жорсткі побої, Цвяхи, щипці, тупа пила - Я не відмовлю, лише побажай. І гризунам тебе віддам. Я завдаю тобі болю, Мені зовсім тебе не шкода. Тобі в радість Чути свій крик. Ти - корабель, Я - капітан. Куди ж ми пливемо? Я бачу в дзеркалі твоє обличчя ... Ти мене любиш, хоча я не люблю тебе. Я завдаю тобі болю, Мені зовсім тебе не шкода. Тобі в радість Чути свій крик. Я завдаю тобі болю, Мені зовсім тебе не шкода. Тобі в радість Чути свій крик. |

## Список композицій
| #  | Назва                                                     | Тривалість |
| -- | --------------------------------------------------------- | ---------- |
| 1. | «Ich Tu Dir Weh» (Radio Edit)                             | 3:58       |
| 2. | «Pussy» ("Lick It" Remix by Scooter)                      | 4:55       |
| 3. | «Rammlied» ("Rammin' The Steins" Remix by Devin Townsend) | 5:08       |
| 4. | «Ich Tu Dir Weh» ("Smallboy" Remix By Jochen Schmalbach)  | 6:41       |

## Відеокліп
Відеокліп на пісню був показаний в прямому ефірі 21 грудня 2009, і розміщено на сайті для дорослих visit-X.
У кліпі група грає пісню на велетенській сцені. Часом з'являються полум'ї вогню. Тілль Ліндеманн і Олівер Рідель в кольорових лінзах, (лінзи Олівера - зелені, а Тілля - блакитні). Рот Ліндеманна світиться зсередини від лампи , коли він співає. У кульмінації кліпу бігова доріжка (де грає на клавішах Крістіан Лоренц) заповнюється електрикою, і в результаті сцена вибухає.
Режисером цього кліпу був Йонас Окерлунд.

## Концерт-версія
Пісня звучить на концертах туру «Liebe ist für alle da». Для виконання композиції використовується велика кількість піротехніки для підкреслення шумових ефектів. Під час пісні створюється конфлікт між Тіллем Ліндеманном і Крістіаном «Флаке» Лоренцом, кульмінацією якого стає піднімання колони вгору, на якій знаходиться Тілль, якій згодом спускає вогонь у вану, де лежить Крістіан. Під час спускання вогню, вана іноді вибухає. Після спецефектів Тілль показує Крістіану, що покарання закінчилося і вже можна вставати. Крістіан з'являється в блискучому костюмі і веде себе так, ніби нічого екстраординарного не відбулось.